# Wiebke Hüster
Wiebke Hüster (verheiratete Kaube, * 1. Dezember  1965 in Bremen) ist eine deutsche Ballettkritikerin, Autorin und freie Journalistin. 

## Werdegang und Tätigkeit
Hüster studierte an der FU Berlin Theaterwissenschaft und Allgemeine und Vergleichende Literaturwissenschaft. An der Tanzakademie der Deutschen Oper studierte sie Ballett. Die Cunningham-Technik erlernte sie bei Janine Schneider. Für das Festival Tanz im August begann sie ab 1990 zu arbeiten. 1994 ging Hüster an das Deutsche Nationaltheater in Weimar, wo sie als Assistentin von Joachim Schlömer arbeitete. Später arbeitete sie am Theater Basel und schrieb für das Feuilleton der Basler Zeitung. Aktuell arbeitet sie als Ballettkritikerin für die Frankfurter Allgemeine Zeitung (FAZ), wo sie auch Sachbücher rezensiert. Für den Deutschlandfunk verfasst Hüster Radiobeiträge. Für die FAZ hat sie von Mai 2020 bis Anfang 2022 gemeinsam mit dem Leiter der LJV-Landesjagdschule des Landesjagdverbandes Rheinland-Pfalz auch die monatliche Kolumne Wildwechsel über die Jagd geschrieben, auf die Anfang 2022 die monatliche Kolumne Stallgeruch über Nutztiere folgte. Hüster hat einen Vorlass im Deutschen Tanzarchiv Köln hinterlegt.
Hüster ist mit dem FAZ-Herausgeber Jürgen Kaube verheiratet.

## Kontroverse um das Tanztheater Wuppertal
Im Jahr 2018 wurde Hüster in mehreren Tageszeitungen ein aktives Mitwirken bei einem Konflikt am Tanztheater Wuppertal vorgeworfen, der letztlich zur Kündigung der Intendantin Adolphe Binder führte. Diese Kündigung wurde später vom Landesarbeitsgericht Düsseldorf als unwirksam bezeichnet.

## Übergriff durch Marco Goecke
Für einen Theaterskandal sorgte ein Übergriff des Choreografen Marco Goecke auf Hüster am 11. Februar 2023: Nachdem sie eine Rezension über Goeckes Uraufführung In the Dutch Mountains veröffentlicht hatte, schmierte ihr Goecke in der Pause der Ballettpremiere Glaube – Liebe – Hoffnung Hundekot ins Gesicht. Hüster erstattete Strafanzeige gegen ihn. Am 16. Februar 2023 löste die Staatsoper Hannover Goeckes Vertrag als Ballettdirektor auf.

## Bücher
- Birgit Keil. Ballerina: Glück ist, wenn auch die Seele tanzt. Biographie. Henschel, 2014, ISBN 978-3-89487-763-7 (eingeschränkte Vorschau in der Google-Buchsuche).
- Eduard von Keyserling. Biographie. Dtv, München 2005, ISBN 978-3-423-24450-3.